# Villejust
Villejust település Franciaországban, Essonne megyében. Lakosainak száma 2502 fő (2022. január 1.). Villejust Nozay, Marcoussis, Saulx-les-Chartreux, Villebon-sur-Yvette és Les Ulis községekkel határos.

## Népesség
A település népessége az elmúlt években az alábbi módon változott:
| Lakosok száma | 2278 | 2301 | 2332 | 2385 | 2405 | 2425 | 2446 | 2496 | 2502 |
|               | 2013 | 2015 | 2016 | 2017 | 2018 | 2019 | 2020 | 2021 | 2022 |